# آني كيني
كانت آن «آني» كيني (13 سبتمبر 1879 – 9 يوليو 1953) ناشطة في مجال حق تصويت المرأة ونسوية اشتراكية من الطبقة العاملة وأصبحت فيما بعد شخصية قيادية في الاتحاد الاجتماعي والسياسي للمرأة. شاركت في تأسيس فرعه الأول في لندن مع ميني بالدوك. جذبت كيني اهتمام الصحافة والعامة عام 1905 حين سُجنت هي وكريستابيل بانكورست لعدة أيام بتهمة الاعتداء والعرقلة، وذلك بعد مقاطعة السير إدوارد غراي في تجمعٍ جماهيري للحزب الليبرالي في مانشستر حول قضية حق تصويت المرأة. يُنسب الفضل إلى هذه الحادثة بافتتاح مرحلة جديدة في حركة صراع حق تصويت المرأة في المملكة المتحدة، وهي مرحلة اعتماد الأساليب المتشددة. كان لآني صداقات مع البارونة بيثيك لورنس وماري بلاثويت وكلارا كود وأديلا بانكورست وكريستابيل بانكورست.

## النشاط النضالي
انخرطت آني بطريقة فعالة في الاتحاد الاجتماعي والسياسي للمرأة (دبليو إس بّي يو) بعد الوفاة المبكرة لوالدتها آن، بعمر الثالثة والخمسين في يناير عام 1905، حين سمعت هي وشقيقتها جيسي حديث تيريزا بيلينغتون غريغ وكريستابيل بانكورست في نادي أولدام كلاريون الغنائي عام 1905. وصفت كيني الرسالة الموجهة من قِبل بيلنغتون «بمطرقة من المنطق والحجة الباردان» لكنها أُعجبت بكريستابيل، وبعدها بأسبوع دُعيت لمقابلة والدتها (إيميلين بانكورست)، ترقُب هذه الدعوة جعل كيني تشعر أنها «عاشت في الهواء؛...ببساطة لم تستطع تناول الطعام...شعرت غريزيًا بقدوم تغيير كبير». أسفر هذا عن زيارات أسبوعية في عطلتها نصف اليومية لتتدرب على الخطابة العامة ولتجمع مناشير حول حق المرأة في التصويت. سلمت كيني وشقيقتها جيسي هذه المناشير للنساء العاملات في المصانع في أولدام. وجدت كيني نفسها توضح إلى حشد كبير من مانشستر حقوق العمل وحقوق غير العاملين وسبب وجوب إعطاء النساء الحق بالتصويت.
في تجمع ليبرالي في مبنى التجارة الحرة في مانشستر، في شهر أكتوبر عام 1905، قاطعت كيني وبانكورست اجتماعًا سياسيًا، يحضره ونستون تشرشل والسير إدوارد غراي، بالصراخ قائلات: «هل ستعطي الحكومة الليبرالية أصواتًا للنساء؟». بعد صراخهن وإظهارهن للافتة مكتوب عليها «أصوات للنساء»، أُلقي بهن خارج التجمع واعتُقلتا بتهمة التسبب بالعرقلة؛ أخذت بانكورست للاحتجاز بتهمة شبه الاعتداء على ضابط شرطة بعد أن بصقت عليه لمنعه من اعتقالها (غير أنها كتبت لاحقًا بأن هذه البصقة كانت جافة، بالأحرى مجرد «حركة تبويز في الفم»). سُجنت كيني لثلاثة أيام لمشاركتها في الاحتجاج؛ سُجنت بالمجمل 13 مرة.
كتب إيميلين بانكورست في سيرتها الذاتية: «كانت هذه بداية حملةٍ لم يُعرف لها مثيل في إنجلترا، أو –بخصوص هذه القضية - في أي بلد آخر...عرقلنا اجتماعات كبيرة عديدة...طُردنا وأُهنّا بعنف. كثيرًا ما تعرضنا للأذى وأصبنا بالكدمات بشكل مؤلم».
أسست كيني وميني بالدوك عام 1906 أول فرع في لندن للجمعية في كانينغ تاون، وعقدن الاجتماعات في مبنى كانينغ تاون العام. في شهر يناير من تلك السنة، اعتُقلت كيني وأديلايد نايت والسيدة سباربورو حين كن يحاولن الحصول على لقاء مع إتش. إتش. أسكويث، وبعدها مع مستشار الخزانة. عُرض عليهن خياران، إما ستة أسابيع في السجن أو إيقاف الحملات لمدة سنة، اختارت كيني السجن، كما فعلت الأخريات. دُعيت كيني للتحدث في اجتماعات مكونة من نساء عاملات خلال حملة عبر البلاد، بما في ذلك إدارة حملة لمدة أسبوع في ليفربول من خلال اجتماعات في الشوارع مُنظمة من قِبل باتريسيا وودلوك وأليس موريسي.
أصبحت كيني جزءًا من القيادة العليا للجمعية، إذ أصبحت مندوبتها عام 1912. في عام 1913 أجرت هي وفلورا دراموند الترتيبات اللازمة لتتمكن ممثلات الجمعية من الحديث مع سياسيين قياديين مثل ديفيد لويد جورج والسير إدوارد غراي. رُتب الاجتماع بشريطة أن تكون تلك النساء عاملات ويمثلن طبقتهن. شرحن الأجر السيء وظروف العمل التي عانين منها وأملهن بأن التصويت سيمكن النساء من تحدي الوضع الراهن بطريقة ديمقراطية. شرحت أليس هوكنز من ليسستر كيف يمكن لزملائها من العمال الذكور اختيار رجلٍ ليمثلهم بينما تبقى النساء دون تمثيل.